# Motorette Corporation
Die Motorette Corporation war ein US-amerikanischer Automobilhersteller, der von 1946 bis 1948 in Buffalo (New York) ansässig war.

## Fahrzeuge
Bei der Motorette handelte es sich um einen offenen Roadster mit zwei Sitzplätzen und drei Rädern. Das rollerähnliche Fahrzeug hatte ein einzelnes, durch eine Lenkrad gesteuertes Vorderrad, aber keine Türen und kein Dach. Zum Antrieb diente ein hinten eingebauter, luftgekühlter Einzylindermotor von Wisconsin, der 293 cm³ Hubraum hatte und 4,1 bhp (3,0 kW) leistete. Die Motorkraft wurde über ein automatisches Zweiganggetriebe und eine Kette an das linke Hinterrad weitergeleitet. Der Radstand betrug 1524 mm, die Gesamtlänge 2286 mm. Das Fahrzeug wog 190 kg und kostete US$ 495,–.
Die Motorette gab es auch als Lastenausführung unter dem Namen Truckette. Von Herbst 1946 bis Herbst 1948 entstanden über 4000 Exemplare von Motorette und Truckette. Dann musste die Gesellschaft Insolvenz anmelden.